# Sulfat de cesiu
Sulfatul de cesiu este o sare a cesiului cu acidul sulfuric. 
1. ↑  „Sulfat de cesiu”, CESIUM SULFATE (în engleză), PubChem, accesat în 14 octombrie 2016